# Manuel Fuentes Alcocer
Manuel Fuentes Alcocer (Mérida, Yucatán, 1 de enero de 1961) es un político mexicano, miembro del Partido Acción Nacional, ha sido diputado federal y presidente municipal de Mérida de 2004 a 2007.

## Biografía
Es ingeniero bioquímico egresado del Instituto Tecnológico de Mérida, miembro del PAN desde 1979 en 1991 fue regidor del Ayuntamiento de Mérida, consejero estatal del PAN y presidente del Comité Municipal del partido, en 1994 ganó la elección para diputado federal por el I Distrito Electoral Federal de Yucatán a la LVI Legislatura en la que presidió la Comisión de Ciencia y Tecnología, coordinador general de las campañas a Presidente Municipal de Mérida de Luis Correa Mena, Patricio Patrón Laviada y Xavier Abreu Sierra, durante la administración de este último en la Alcaldía fue director de Desarrollo Social de 1998 a 2001. En 2004 fue candidato del PAN a presidente municipal, en las Elecciones se enfrentó al candidato del PRI Víctor Cervera Pacheco, exgobernador del estado y destacado líder del PRI falleció en agosto, aunque muchas encuestas preveían su derrota, los resultados electorales le dieron el triunfo y ejerció la Alcaldía de 2004 a 2007.